# 14e cérémonie des David di Donatello
La 14e cérémonie des David di Donatello s'est déroulée le 2 août 1969. 

## Palmarès
- Meilleur acteur :
  - Alberto Sordi pour Il medico della mutua ex æquo avec
  - Nino Manfredi pour Une poule, un train... et quelques monstres
- Meilleur acteur étranger :
  - Rod Steiger pour Le Sergent
- Meilleure actrice :
  - Gina Lollobrigida pour Buona sera Madame Campbell ex æquo avec
  - Monica Vitti pour La Fille au pistolet
- Meilleure actrice étrangère :
  - Barbra Streisand pour Funny Girl ex æquo avec
  - Mia Farrow pour Rosemary's Baby
- Meilleur réalisateur :
  - Franco Zeffirelli pour Roméo et Juliette
- Meilleur réalisateur étranger :
  - Roman Polanski pour Rosemary's Baby
- Meilleur producteur :
  - Bino Cicogna pour Il était une fois dans l'Ouest ex æquo avec
  - Gianni Hecht Lucari pour La Fille au pistolet
- Meilleur producteur étranger :
  - Stanley Kubrick pour 2001, l'Odyssée de l'espace

- Plaque d'or :
  - Florinda Bolkan
  - Olivia Hussey
  - Leonard Whiting